# Presa La Angostura (Sonora)
La Presa La Angostura más formalmente llamada como la Presa Lázaro Cárdenas, es una presa ubicada en el cauce del Río Bavispe en los límites de los municipios de Villa Hidalgo y Nacozari de García en el estado de Sonora, su construcción culminó en 1942, su embalse tiene una capacidad para albergar 703 hectómetros cúbicos de agua, el uso primordial de esta presa es para el riego agrícola y agua potable para consumo humano.